# Presa Luis Donaldo Colosio
La Central Hidroeléctrica Luis Donaldo Colosio, también conocida como Presa Huites, es un embalse artificial construido sobre el cauce del río Fuerte, con el propósito de captación de agua como medio para el control de avenidas y para utilizarla en riego y generación de energía eléctrica.
Se encuentra ubicada en el municipio de Choix (Sinaloa), fue puesta en operaciones el 14 de diciembre de 1995, cuenta con una Central hidroeléctrica capaz de generar 422 megawatts de Energía eléctrica la cual inició operaciones el 15 de septiembre de 1996, su embalse es aproximadamente 2,908 millones de metros cúbicos de agua.
La presa Luis Donaldo Colosio es la más grande del estado de Sinaloa y la 12° de México.

## Antecedentes históricos
Las frecuentes inundaciones a las que por muchos años se enfrentaron los productores agropecuarios del valle del río Fuerte, así como los habitantes de comunidades, poblados y hasta de las ciudades más desarrolladas de la región norte de Sinaloa, dejaban siempre grandes perjuicios económicos y en ocasiones, incluso la pérdida de vidas humanas. El desarrollo socioeconómico de la zona estaba, por tanto, frenado a pesar del dinamismo e ingenio de sus habitantes.
Hacia 1950 la Secretaría de Recursos Hidráulicos, a través de la Comisión del río Fuerte, construyó las presas Miguel Hidalgo y Josefa Ortiz de Domínguez. Aun cuando esta infraestructura aportó grandes beneficios y permitió el despegue económico de la región, no fue suficiente para el control de las inundaciones en virtud de las crecientes de las aguas procedentes de Sonora y Chihuahua, y exigió
la construcción de una presa adicional que permitiera un control más adecuado de las avenidas y ampliara en lo posible la superficie irrigable. Es así como nace el proyecto de la presa y central hidroeléctrica Huites. El proyecto Huites viene a formar la última etapa del sistema hidroagrícola y energético del río Fuerte.